# Festuca donax
Festuca donax är en gräsart som beskrevs av Richard Thomas. Lowe. Festuca donax ingår i släktet svinglar, och familjen gräs. Inga underarter finns listade i Catalogue of Life.